# Талди-Кудук
Талди́-Куду́к (рос. Талды-Кудук) — аул у складі Соль-Ілецького міського округу Оренбурзької області, Росія.
Стара назва — Талдикудук.

## Населення
Населення — 46 осіб (2010; 150 у 2002).
Національний склад (станом на 2002 рік):
- казахи — 100 %